# Chena Ridge, Alaska
Chena Ridge är en ort (CDP) i Fairbanks North Star Borough, i delstaten Alaska, USA. Enligt United States Census Bureau har orten en folkmängd på 5 791 invånare (2010) och en landarea på 94,5 km².